# Ameisbichl, Možberk
Ameisbichl je naselje v Občini Možberk v Okraju Celovec-dežela na Koroškem v Avstriji.